# Głorija
Głorija (bułg. Глория), właśc. Galina Iwanowa Penewa (bułg. Галина Иванова Пенева; ur. 23 czerwca 1973 w Ruse) – bułgarska piosenkarka czałgowa, popowa i rockowa.

## Życiorys
Jest córką Penka i Stefki Iwanowów. W dzieciństwie uległa ciężkiemu wypadkowi, który groził jej trwałym kalectwem. Kolejna operacja, przeprowadzona w Sofii pozwoliła jej normalnie chodzić. Po rozwodzie rodziców zamieszkała na wsi w domu swoich dziadków. Ukończyła Technikum Rolnicze, ma uprawnienia zawodowego kierowcy.

## Kariera
Na scenie występuje od 1990, początkowo jako solistka zespołu Izwor, w 1992 rozpoczęła karierę solową. Wydała do tej pory 14 albumów studyjnych. Największy sukces przyniósł jej album Za dobro ili zło, który był jednym z najlepiej sprzedających się albumów w historii Bułgarii (600 tys.). Od 2010 współpracuje z zespołem Deep Zone Project.
Od 2007 jest jurorem w programie Music Idol, realizowanym przez stację BTW.

## Dyskografia

### Albumy studyjne
- 1994: Sztastijeto e magija (Щастието е магия)
- 1995: Za dobro ili zło (За добро или зло)
- 1996: Angieł s djawołska dusza (Ангел с дяволска душа)
- 1997: Nostałgija (Носталгия)
- 1998: 100% żena (100% жена)
- 1999: Gloria The Best
- 2000: 12 Dijamanta (12 Диаманта)
- 2001: Iljuzija (Илюзия)
- 2003: Krepost (Крепост))
- 2004: 10 Godini (10 Години)
- 2005: Wljubena w żiwota (Влюбена в живота)
- 2007: Błagodarja (Благодаря)
- 2009: 15 Godini (15 Години)
- 2011: Imam nużda ot teb (Имам нужда от теб)
- 2013: Pyteki (Пътеки)
- 2015: Piasyczni kuli (Пясъчни кули)

### Wideoalbumy
- 1994: Sztastijeto e magija, (Щастието е магия)
- 1995: Za dobro ili zło, (За добро или зло)(VHS)
- 1997: Nostałgija, (Носталгия)
- 1998: 100% żena (100% жена) (VHS)
- 2000: 12 Dijamanta (12 Диаманта)
- 2003: Best Video Selection I, (DVD)
- 2003: Krepost — Live, (Крепост — Live) (DVD)
- 2007: Best Video Selection II, (DVD)
- 2010: Głorija - 15 Godini (Глория - 15 години) (DVD)
- 2012: Best Video Selection III, (DVD)